# Justin Bieber’s Believe
Justin Bieber's Believe – amerykański biograficzny dokumentalny film muzyczny z 2013 roku w reżyserii Jona M. Chu.

## Opis filmu
Sequel filmu z 2011 roku pt.: Justin Bieber: Never Say Never – przedstawia dalsze dokonania kanadyjskiego piosenkarza popowego – Justina Biebera.

## Obsada
- Justin Bieber
- Scooter Braun
- Ryan Good
- Usher Raymond IV
- Pattie Mallette
- Jeremy Bieber
- Ludacris
- Ryan Seacrest
- Ellen DeGeneres
- will.i.am
- Jon M. Chu
- Zach Galifianakis